# Conde de Fijô
Conde de Fijô é um título nobre criado por decreto em 1903 a favor de António de Castro Pereira Corte Real (m. 1905). O segundo titular foi José de Castro Falcão Pinto Guedes Corte Real (1877–1945) e o terceiro José de Castro Falcão Soares de Albergaria Corte Real.